# Mediomastus fragilis
Mediomastus fragilis är en ringmaskart som beskrevs av Pamela C. Rasmussen 1973. Mediomastus fragilis ingår i släktet Mediomastus och familjen Capitellidae. Arten är reproducerande i Sverige. Inga underarter finns listade i Catalogue of Life.